# Лунтик и неговите приятели
„Лунтик и неговите приятели“ (по-рано наричан „Приключенията на Лунтик и неговите приятели“) е руски анимационен сериал, насочен към деца. Излъчван по телевизията от 1 септември 2006 г. до днес. Основната тема бяха приключенията на малкото пухкаво създание Лунтик – космически пришълец, роден на Луната и излюпен от яйце.
Анимационният сериал се състои от повече от 500 епизода, чиито сюжети съдържат не само забавни, но и морални и дори образователни теми (например в сериала „Всички на планетата“ се разказва за структурата на Слънчевата система). Продължителността на епизодите е не повече от 5 минути.

## Главни герои
- Лунтик-Главният герой на поредицата; необичаен герой, подобен на аксолот, паднал от Луната на Земята. Получава име в чест на луната, където е роден. Покрит с люлякова козина, две ръце и два крака, двойни уши. Зад малка опашка. Може да плува и диша под вода. Добър, мил, коректен, симпатичен и справедлив. Свири на флейта.
- Щурчо Пъргав и палав скакалец. Най-добрият приятел на Лунтик. Увлича се по спорта и астрономията.
- Пчела Тьома приятел на Лунтик. Ходи на училище за пчели и научава основни умения за работа с насекоми. Пчелата е трудолюбива и любознателна, но в същото време много срамежлива. Той се отличава с интелигентност, способност да брои и различен цвят на бретон (всеки друг има тъмен, а той има светъл).
- Мила-Калинка, приятелка на Лунтик. Много женствена и ранима. Тя прави пясъчни пайове. Като пчелата. Плаче често.
- Най-добрита приятелка на Лунтик-Луна. Палав, неспокоен, оптимистичен. Тя наистина е слънчево същество, макар и от луната. Чудя се как Лунтик се разбира с Луната? В крайна сметка те са толкова различни, макар и от едно и също космическо тяло.
- Вупсен и Пупсен-Двама неразделни братя гъсеници. Вупсен има нарисувана слива на лигавника си, носи бандана, докато Вупсен има череша, носи бейзболна шапка, обърната назад, и очите му също са по-малки от тези на Вупсен. Гъсениците са палави, хулигани и пакостници. Често вредят на главните герои, мамят, за да получат сладкиши, но с течение на времето започнаха да се подобряват.
- Баба Капа-Мила пчела. Наречен баба Лунтик. Жената на дядо Шер. Тя обича да готви пайове и други печива.
- Дядо Шер-Страшен стършел, военен, пенсиониран с генералски чин. Назованият дядо на Лунтик. Съпругът на Баба Капа, която галено го нарича Шершулей.
- Паяк Шнюк-Паяк. Увлича се по изкуството – рисуване, музика, поезия, скулптура, както и плетенето на паяжини. Може да свири на много музикални инструменти. Той е осиновеният дядо на Луна.
- Корни Корнеевич-Земен червей. Миньор и изобретател. Той винаги носи жълта каска и очила. може да разреши всеки спор. Разказва на Лунтик и неговите приятели научни факти. Живее в дупка, която има много тунели и проходи.

## Създатели

### Режисьори
- Дарина Шмид (2006 – 2011)
- Олена Халдобина (от 2012 г.)
- Татяна Хорбусина
- Алексий Пичугин
- Катерина Салабай
- Александър Малгин
- Людмила Клинова
- Александра Ковтун

### Производители
- Александър Боярски (автор)
- Игор Черненко
- Сергей Селянов
- Антон Златополски
- Олга Жебчук-Тарарина (изпълнителен)
- Олга Лизо (изпълнителен директор)

### Сценаристи
- Дарина Шмид (сезони 1 – 9)
- Сара Ансън (сезони 1 – 5, 8)
- Олена Халдобина (от сезон 3)

### Композитори
- Максим Кошеваров (сезони 1 – 6, 9)
- Сергей Зиков (сезони 3 – 6)
- Сергей Кузмин (сезони 5 – 6)
- Михаил Чертишчев (сезони 7 – 9)
- Михаил Тебенков (от 9 сезон)

### Аниматори
- Галина Воропай (сезон 1)
- Людмила Стеблянко (1 сезон)
- Олга Жебчук-Тарарина (сезони 1 – 6)
- Вера Бекелева (сезони 1 – 6)
- Наталия Константинова (сезони 1 – 2)
- Любов Савченко (сезон 7)
- Александра Агринска (сезон 7)

## В ролите
- Катерина Гороховска-Лунтик, Пчела Тьома и др
- Олена Шулман-Кузя, Бабо Капа, други
- Юлия Рудина-Мила, Елина и др
- Наталия Данилова-Леля Мотя
- Олена Соловьова-Пявка
- Олег Куликович-Вупсен, Пупсен и др
- Анатолий Петров-генерал Шер, чичо Шнюк, Корний Корнийович и др
- Михаил Черняк-кротушка Иванович, Рак-Чикибряк, разказвач, др
- Константин Бронзит-Жаба Клава, Леля Мотя и др
- Светлана Писмиченко-Пчела (серия 3 – 63)
- Олга Семенова-Елина (4 серии)

## Епизоди
| Сезон | Брой епизоди   | Брой епизоди в един брой                                                | Година(и) на издаване | Дизайнер на продукцията                          |
| ----- | -------------- | ----------------------------------------------------------------------- | --------------------- | ------------------------------------------------ |
| 1     | 80 (1 – 80)    | 20 епизода всеки (4 епизода общо)                                       | 2006 – 2007           | Марина Комаркевич Дарина Шмид                    |
| 2     | 50 (81 – 130)  | 12 епизода всеки (1 – 3 епизода общо) 14 епизода всеки (4 епизода)      | 2007                  | Марина Комаркевич Татяна Клайн                   |
| 3     | 60 (131 – 190) | 12 епизода всеки (5 епизода общо)                                       | 2008                  | Татяна Клайн                                     |
| 4     | 69 (191 – 259) | 13 епизода всеки (1 – 4 епизода общо) 17 епизода всеки (5 епизода общо) | 2008 – 2009           | Татяна Клайн                                     |
| 5     | 62 (260 – 321) | 13 епизода всеки (1 – 2 епизода общо) 12 епизода всеки (3 – 5 епизода)  | 2009 – 2010           | Татяна Клайн Ирина Федорова                      |
| 6     | 68 (322 – 389) | 12 епизода всеки (1 – 3 броя общо) 16 епизода всеки (4 – 5 броя общо)   | 2010 – 2011           | Татяна Клайн Ирина Федорова Екатерина Максименко |
| 7     | 50 (390 – 439) | 15 епизода всеки (1 – 2 епизода общо)                                   | 2012 – 2014           | Екатерина Максименко Вита Ткачева                |
| 8     | 65 (440 – 504) | 21 епизода всеки (общо 1 епизод) 22 епизода всеки (общо 2 – 3 епизода)  | 2015 – 2018           | Марина Макарова Екатерина Максименко             |
| 9     | 90 (505 – 594) | 15 епизода всеки (6 епизода общо)                                       | 2018 – 2025           | Марина Макарова Екатерина Максименко             |

## Episodes
Шаблон:Empty section
| Первый сезон (2006—2007) | Первый сезон (2006—2007) | Первый сезон (2006—2007) |
| №                        | Название                 | Год выхода               |
| ------------------------ | ------------------------ | ------------------------ |
| 1                        | Лунный гость             | 1 сентября 2006          |
| 2                        | Сон                      | 3 сентября 2006          |
| 3                        | Домик                    | 5 сентября 2006          |
| 4                        | Как стать другом         | 7 и 8 сентября 2006      |
| 5                        | Имя                      | 10 сентября 2006         |
| 6                        | Внук                     | 12 сентября 2006         |
| 7                        | Доброе дело              | 14 сентября 2006         |
| 8                        | Пиявка                   | 15 и 16 сентября 2006    |
| 9                        | Одуванчик                | 18 и 19 сентября 2006    |
| 10                       | Светлячки                | 21 сентября 2006         |
| 11                       | Шкатулка                 | 25 сентября 2006         |
| 12                       | Мила                     | 28 сентября 2006         |
| 13                       | Что в пруду?             | 30 сентября 2006         |
| 14                       | Мяч                      | 3 октября 2006           |
| 15                       | Вниз-вверх               | 5 октября 2006           |
| 16                       | Носок                    | 9 октября 2006           |
| 17                       | Пузырьки                 | 13 октября 2006          |
| 18                       | Камыш                    | 15 октября 2006          |
| 19                       | Пирог                    | 17 октября 2006          |
| 20                       | Роса                     | 19 октября 2006          |
| 21                       | Одеяло                   | 21 октября 2006          |
| 22                       | Игрушка                  | 23 октября 2006          |

## Спин-оф
„Тайните на Лунтик“ е спин-оф на анимационния сериал, частично изгубен куклен сериал за деца, който беше излъчен по телевизионния канал Бибигон през 2010 г.
Към днешна дата са налични частично 2 първи издания:
- 1 „Какво е сигурност?“

- 2 „На какво да играя у дома?“.

## Награди
- На 28 февруари 2015 г. министър-председателят на Русия Дмитрий Медведев връчи правителствените награди в областта на културата за 2014 г. Сред наградените: продуцент Александър Боярски, режисьори Дарина Шмид и Елена Галдобина, автор на литературната концепция Сара Ансън (Анна Саранцева) – за създаването на анимационния сериал за деца „Лунтик и неговите приятели“.[1]

## Пълнометражен филм
През 2024 г. ще излиза Пълнометражен анимационен филм "Лунтик. Голямо пътешествие" про връщане на Лунтик на луната, за да потърся своята майка.